# Павоне-Канавезе (замок)
Павоне-Канавезе (итал. Castello di Pavone Canavese) — старинный замок, расположенный в коммуне Павоне-Канавезе, в провинции Турин, в области Пьемонт, Италия.

## История

### Ранний период
Появление каменного крепости в этом месте относится к периоду между IX и XI веками. Поначалу это было простое укрепление на холме, где в случае опасности могли укрыться проживавшие в окрестностях крестьяне. Причём контролировал эту крепость не представитель местной знати, а епископ Иврейской епархии. Однако легенда приписывает основание замка королю Ардуину.
В Средние века крепость неоднократно модернизировалась и расширялась. Появились башни и высокие зубчатые стены. Причём с некоторых сторон замок усилили двойным рядом стен.
В 1363 году рыцарь Робин дю Аспен похитил епископа Пьетро де ла Шамбра и отвёз его в темницу замка Павоне-Канавезе. Епископа удерживали с целью получения выкупа.
В 1467 году построили специальную стену, которая разделила внутренний двор га две части. Дело в том, что в северной половине находилась резиденция епископа, а в южной — церковь, которая принадлежала местной общине. Так как у епископа были напряжённые отношения с горожанами, то он предпочёл отгородить свою часть крепости.
В 1630 во время вспышки эпидемии чумы иврейский епископ Джузеппе укрывается со своей семьёй в замке.
Со временем крепость потеряла своё значение и стала приходить в упадок. К XVIII веку замок был почти заброшен и медленно разрушался.

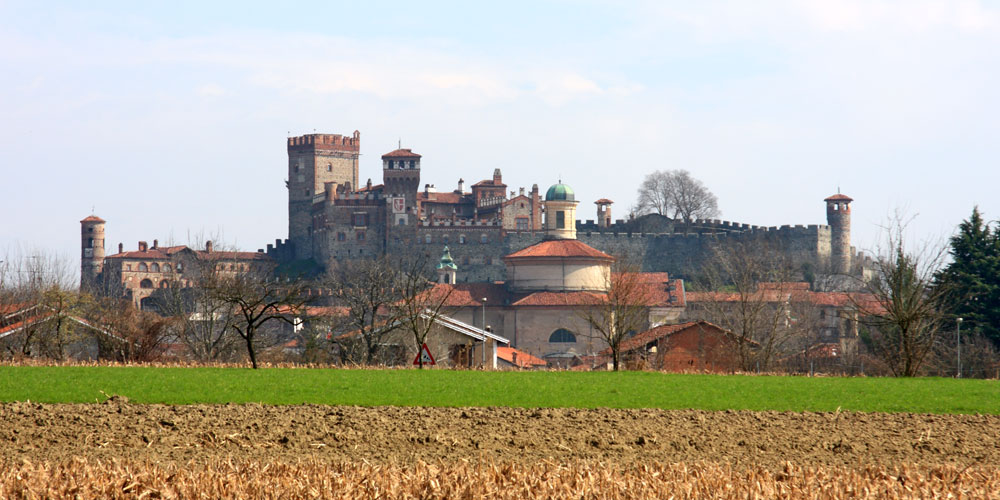
Общий вид замка

### XIX век
В 1870 году замок национализирован итальянским государством. В 1885 году известный архитектор Альфредо д’Андраде покупает замок за 7000 лир.
В 1888 году началась реставрация замка. Инициатором стал сам Альфредо д’Андраде. Однако он умер раньше, чем работы были закончены. Завершал восстановление замка его сын Рюи д’Андраде.

### XX век
В 1981 году замок был объявлен национальным памятником архитектуры. 
В 1991 году замок выкупила компания «Медико», которой руководил её основатель доктор Антонио Джодиче. Он потратил значительные средства на новую реставрацию и стал использовать комплекс в качестве штаб-квартиры своей организации. Внутри замка разместились лаборатории и учебные курсы повышения квалификации врачей по новым диагностическим технологиям. Кроме того в бывшей крепости оборудовали конференц-центр, создали гостиницу и видовой ресторан. 

## Современное использование
Замок открыт для посещения. Для туристов здесь проводятся экскурсии. Кроме того, в замке функционируют ресторан и гостиница. Возможно проведение конференций и свадебных торжеств. В замке действует постоянная музейная экспозиция, посвящённая истории замка и региона. Музеем управляет Фонд Альфредо д'Андраде.
Каждый год в июне замок становится местом проведения исторических реконструкций. Здесь проходят представления и шоу в стилистике средневековых праздников.

## Описание
Замок имеет форму неправильного многоугольника и занимает вершину скалистого холма. Ворота замка расположены в северной части. В северной половине замка находятся и все внутренние постройки. В южной половине имеется небольшое открытое пространство.

## Галерея

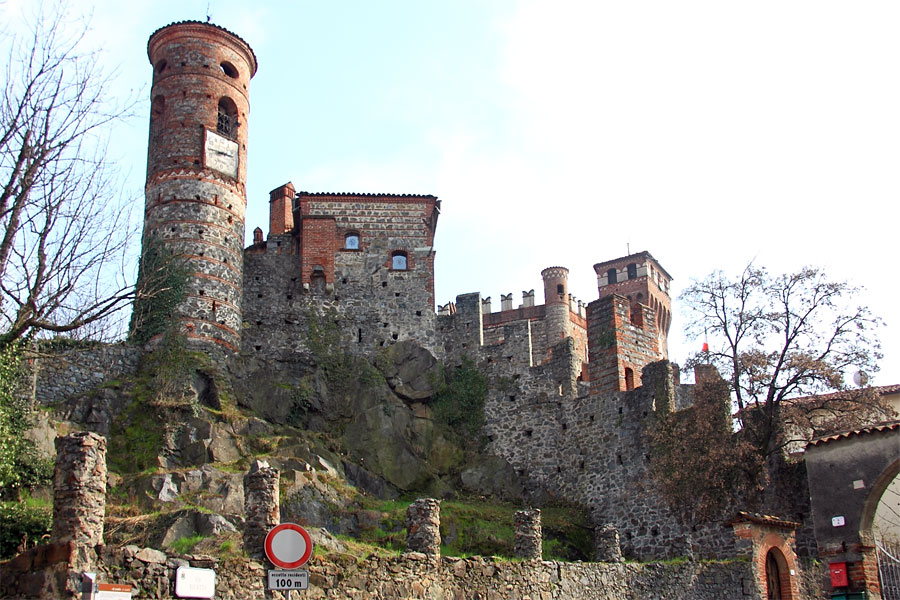
Северная башня замка
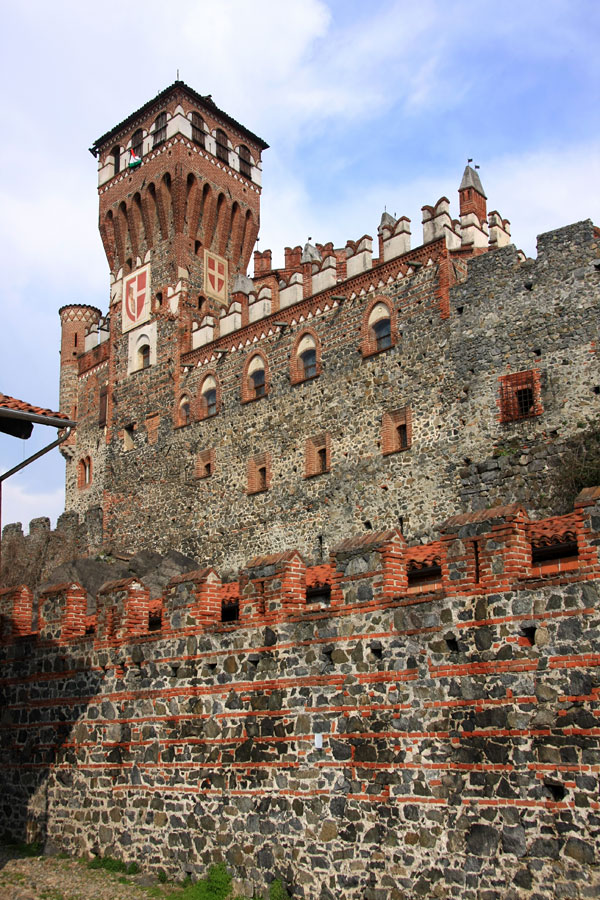
Вид замка с западной стороны
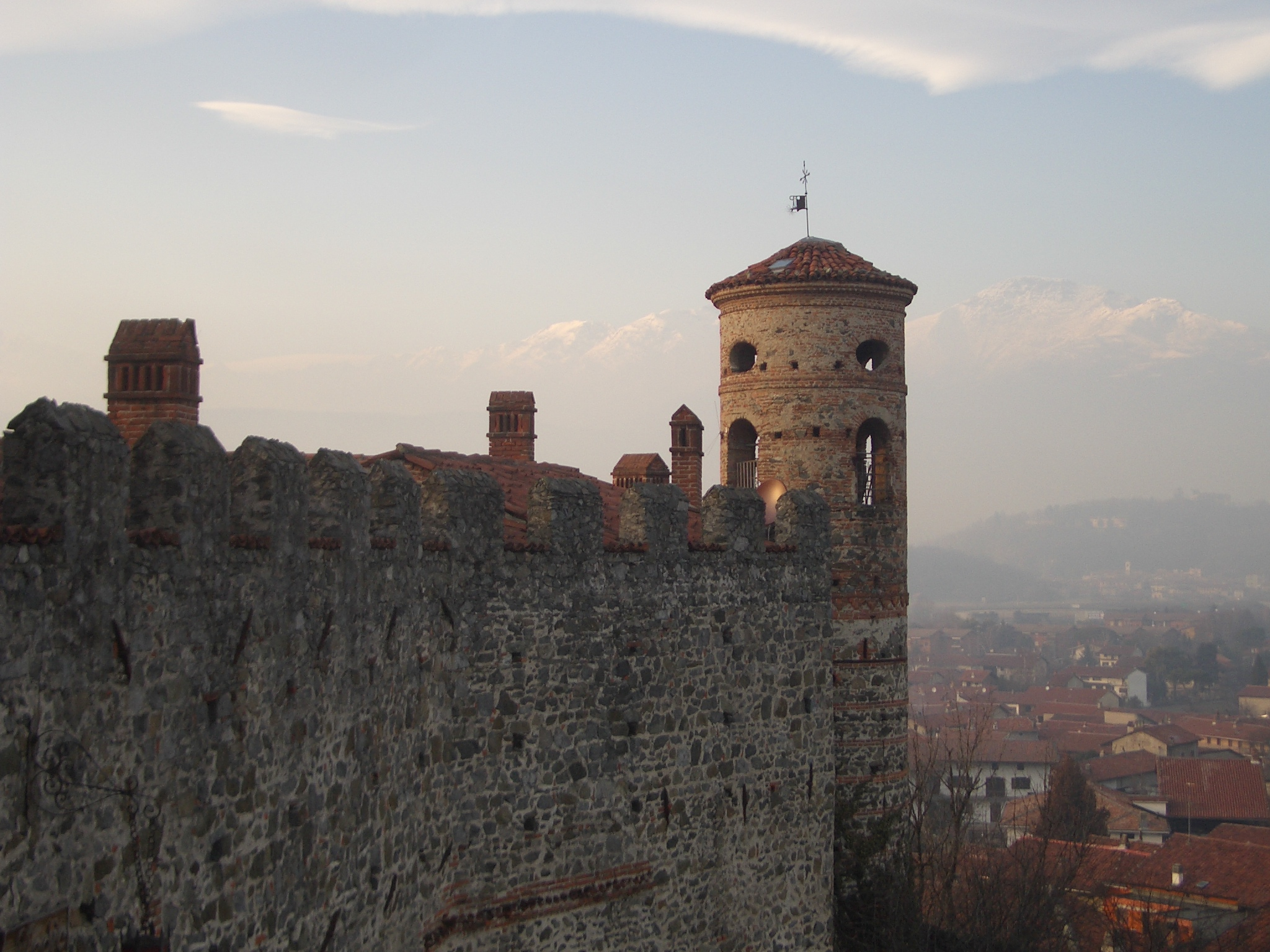
Южная часть западной стены
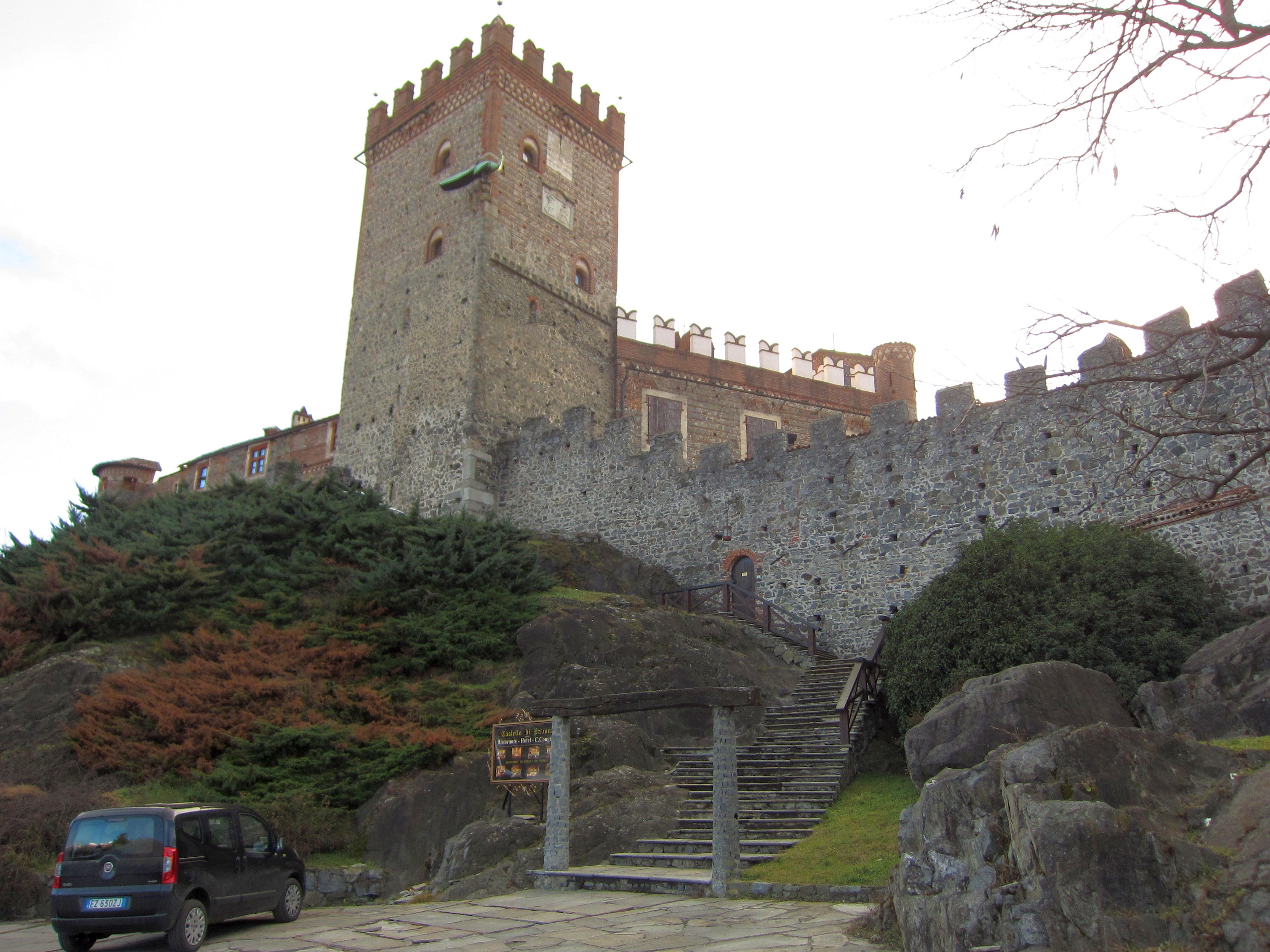
Восточная стена замка
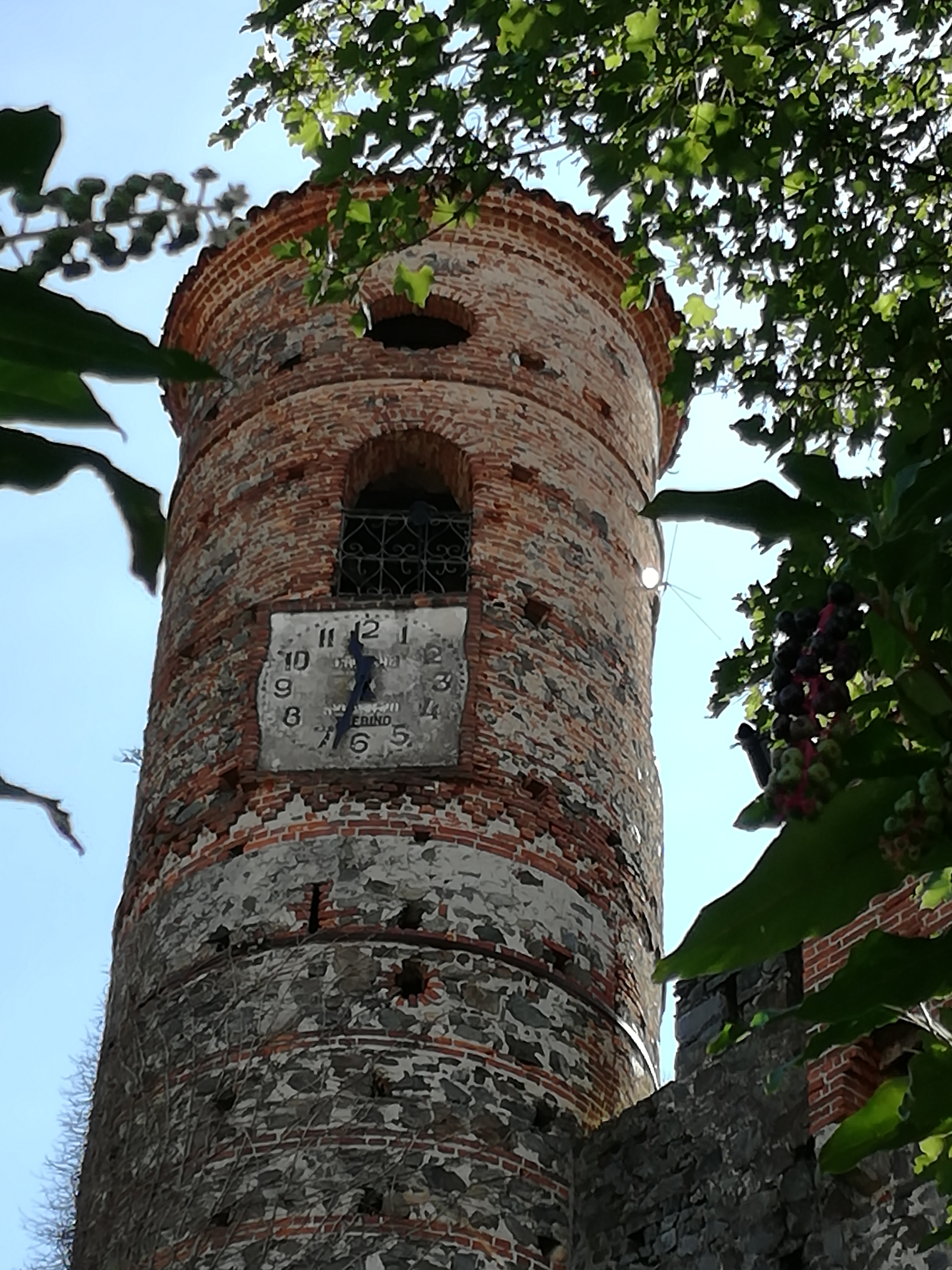
Часовая башня